# Вязынка (Молодечненский район)
Вя́зынка (бел. Вя́зынка) — деревня в Молодечненском районе Минской области Беларуси, на реке Вязынка, в 40 км от города Молодечно и в 38 км от Минска. В составе Радошковичского сельсовета.
С 1972 года Купаловский мемориальный заповедник «Вязынка», на территории которого находится дом, где родился Я. Купала, памятник поэту работы скульптора 3аира Азгура, сад. В доме поэта находится филиал литературного музея Я. Купалы, расположенного в Минске.
Название получила в честь 90-летия со дня рождения Янки Купалы от названия бывшего фольварка, в котором родился поэт.
Станция Вязынка находится приблизительно в 35 км от Минска на лини Минск — Молодечно Белорусской железной дороги.

## Этимология
Одно из наиболее распространенных объяснений названия реки и обители основана на слове «вязать». Возможно, имелось в виду место, где в старые времена вязали плоты (для сплава по речке) или плоты. Другая версия видит источник современной названия деревни в вязах, что в большом количестве росли в окрестностях.

## История
На левом берегу реки Вязынка за 100-200 м на восток от деревни сохранился курган-городище культуры штрихованной керамики II—V веков (местное название «Замэчак»). Ещё одно городище найдено за 500 м на северо-восток от деревни на левом берегу Вилейско-Минской водной системы.
Первое письменное упоминание о Вязынку датирована 1528 годом. Фольварк Вязынка Минского уезда до 1815 года принадлежал семье Пшездецких (Przeździecki), а потом — Замбржицким (Zambrzycki). Станислав Замбржицкий (1823-1907) — белорусский краевед, фольклорист, из семьи белорусских шляхтичей. Поскольку был инвалидом, сдавал свой фольварк в аренду. Замбржицкий увлекался изучением местных курганов и первым описал городище в Вязынке. В 1909 году в фольварке было четыре дворе и 26 жителей.
В 1920-1930-е годы здесь жила белорусский этнограф и фольклорист А. И. Свиневич, которая собирала народные песни в окрестности, организовывала в Молодечно, Радошковичи, Вильнюсе выставки белорусских тканей и национальной одежды, исследовала творчество А. Мицкевича.
С 1920 года фольварк вошёл в состав Срединной Литвы, а в 1922 году — в состав Польши. С началом второй мировой войны фольварк отошёл к БССР. С 1940 по 1960 год находился в составе Радошковичского района, а с января 1960 года — в составе Молодечненского района.
В 1972 году в честь 90-летия со дня рождения Янки Купалы бывший фольварк, деревни Веремейки, Гурнавичи и Селедчики были объединены в одну деревню Вязынка.

## Население

### Численность
- 2009 год — 341 жителей

### Динамика
- 1997 год — 428 жителей, 181 двор[4]
- 1999 год — 390 жителей
- 2009 год — 341 жителей

## Современный облик
Основу современной застройки Вязынки составляют старые дома усадебного типа, но в последнее время появилась целая улица современных коттеджей. Центральная улица села асфальтированная, на остальных улицах — гравийное покрытие. Вязынка не имеет центральных коммунальных коммуникаций — водой жителей обеспечивают скважины и колодцы. Канализация местная. Природный газ до деревни не подведены. Вязынка обеспечено основными объектами социальной инфраструктуры: в селе работают школа, амбулатория, почтовое отделение, библиотека.

## Вязынка иЯнка Купала
Открытие мемориальной доски на доме в Вязынке, в которой родился Я. Купала, 30 июня 1946 года; в первом ряду (справа налево): жена поэта Владислава Луцевич; его племянница Ядвига Романовская и племянник поэта Иван Романовский; на руках у Янки Романовского — внучатые племянница поэта Жанна; сестра поэта Леокадия Романовская (Луцевич)
| «У хатцы маленькай радзіўся паэт, Дзе чадна дыміла лучына.Раз першы адгэтуль ён глянуў на свет Праз вокны вось гэтай хаціны».. |
| Констанция Буйло «У Вязынцы»                                                                                                   |

Вязынка — малая родина Янки Купала. После переезда в 1881 году Поморщина отец будущего поэта Доминик Луцевич вместе со своим братом Михалом арендовал землю в Вязынке у Станислава Замбржицкого. В Вязынке тогда жили родственники Янки Купалы отчество: дяди Антон, Юлиан, Михаил и Адам, бабушка Валерия, тети Мария, Эмилия и Садалия Луцевичи. В Вязынке 7 июля (25 июня по старого стиля) 1882 года в семье Доминика Луцевича и Бенигны Волосевич родился сын Иван, будущий поэт Янка Купала. Пробыла в Вязынке после рождения Янки семья Луцевичей неполный год — после окончания аренды Луцевичи переехали в 1883 году в поместье Юзефова.

## Культура
Проходят этнофестивали.

## Достопримечательность
- Городище (1-е тыс. до н. э. — 1-е тыс. н. э.) —  Историко-культурная ценность Республики Беларусь, шифр 613В000300.
- Купаловский мемориальный заповедник «Вязынка» ( Историко-культурная ценность Республики Беларусь, шифр 613Б000299), на территории которого находится дом, где родился Я. Купала, памятник поэту работы скульптора 3аира Азгура, сад. В доме поэта находится филиал литературного музея Я. Купалы, расположенного в Минске.
- Мемориальная доска на доме, в котором родился Я. Купала.

## Галерея

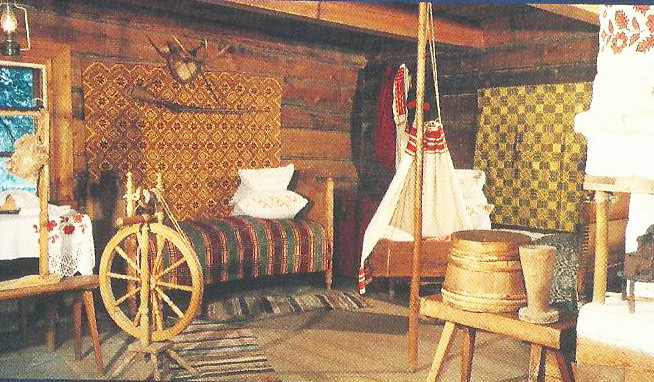
Мемориальная комната в доме, в котором в 1882 году родился Янка Купала
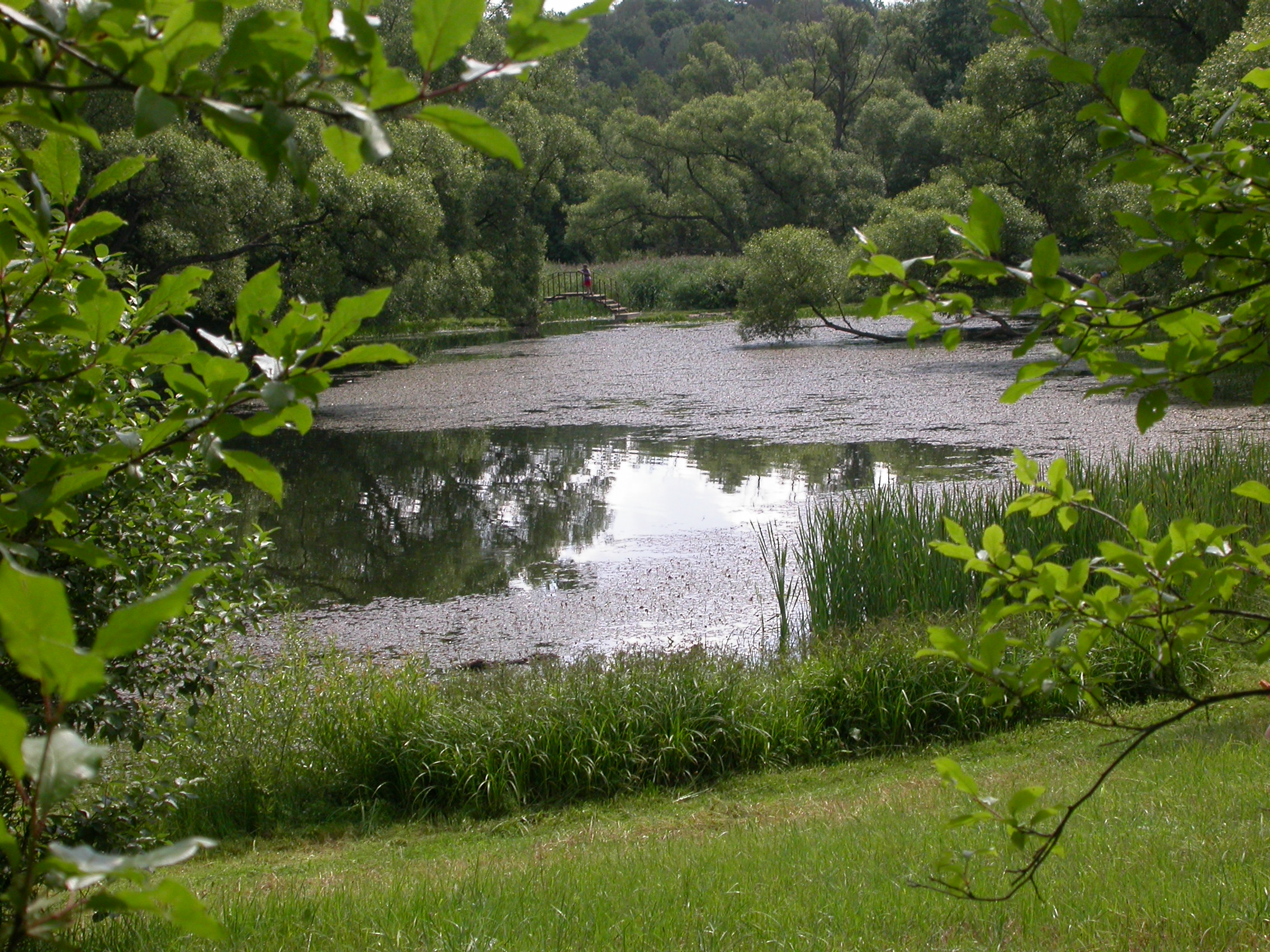
Пруд за хатой, в которой родился Янка Купала
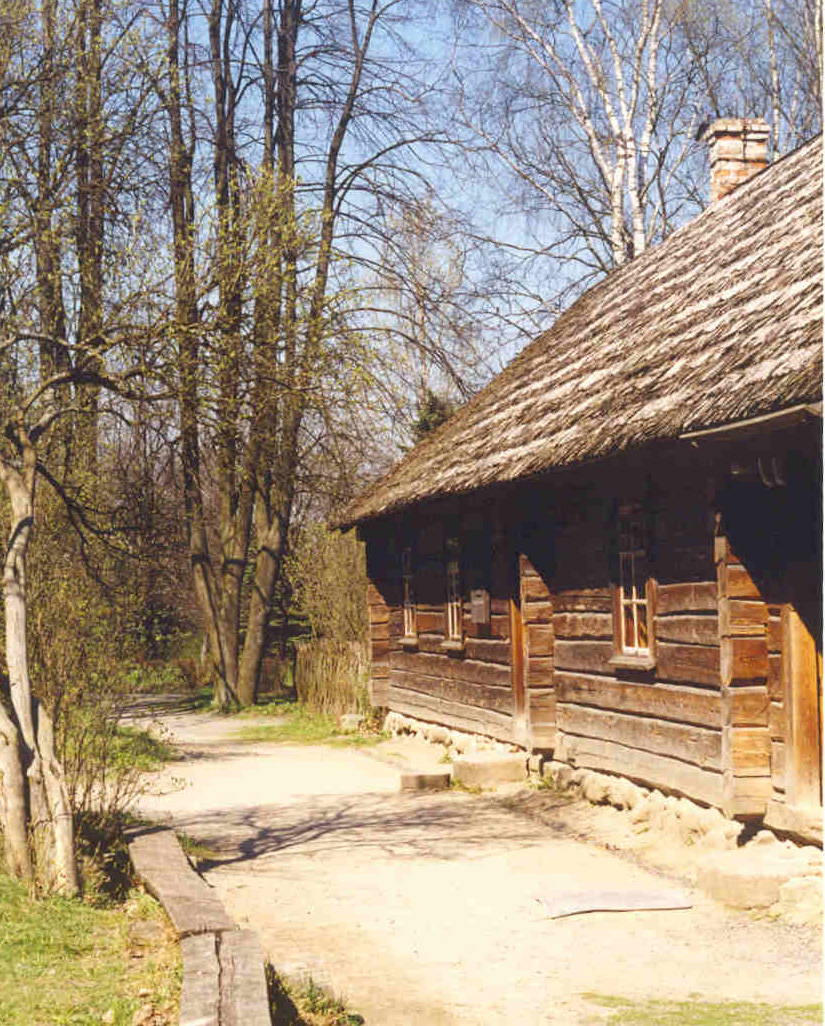
Хата, в которой родился Янка Купала
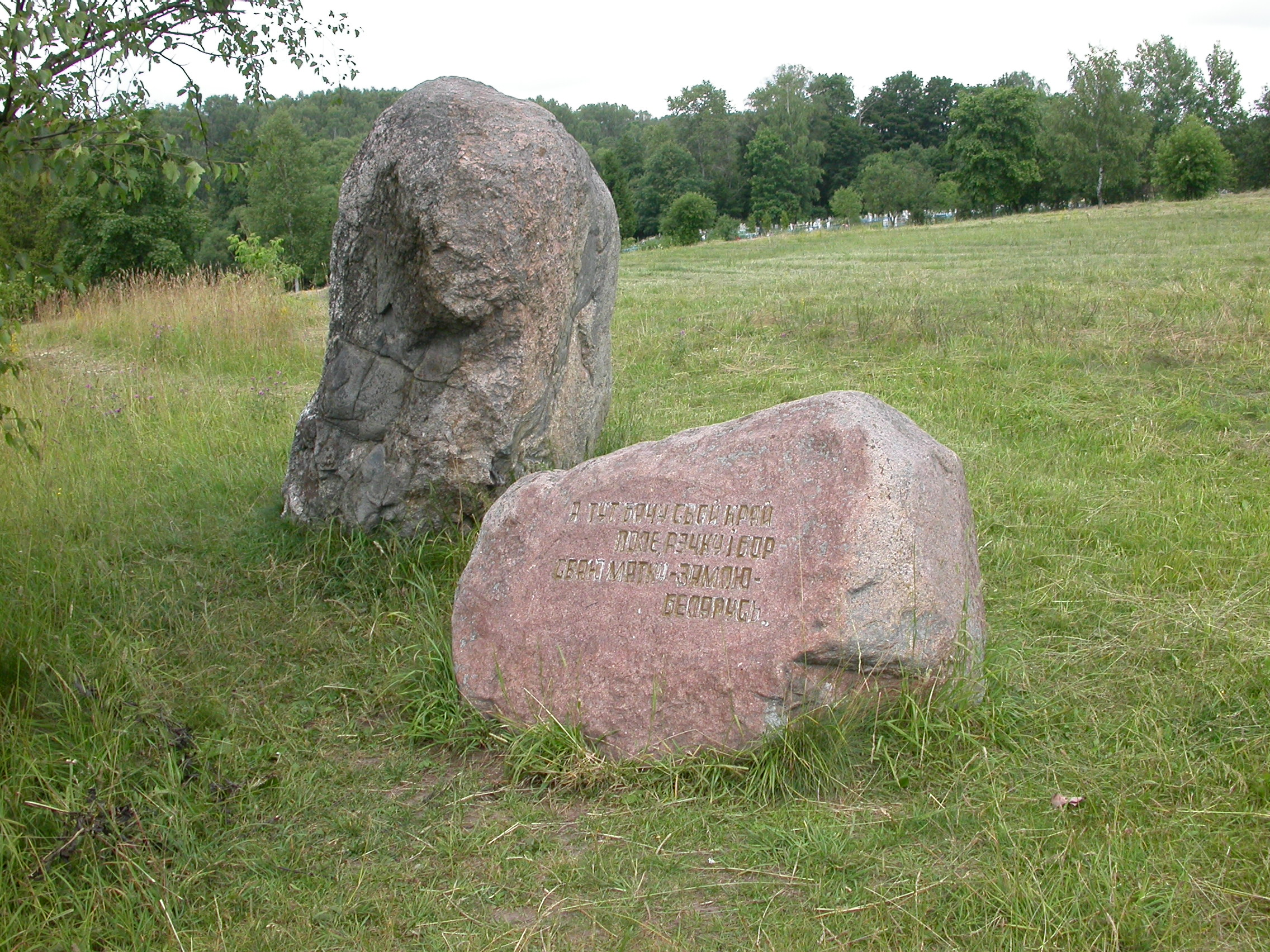
Валуны
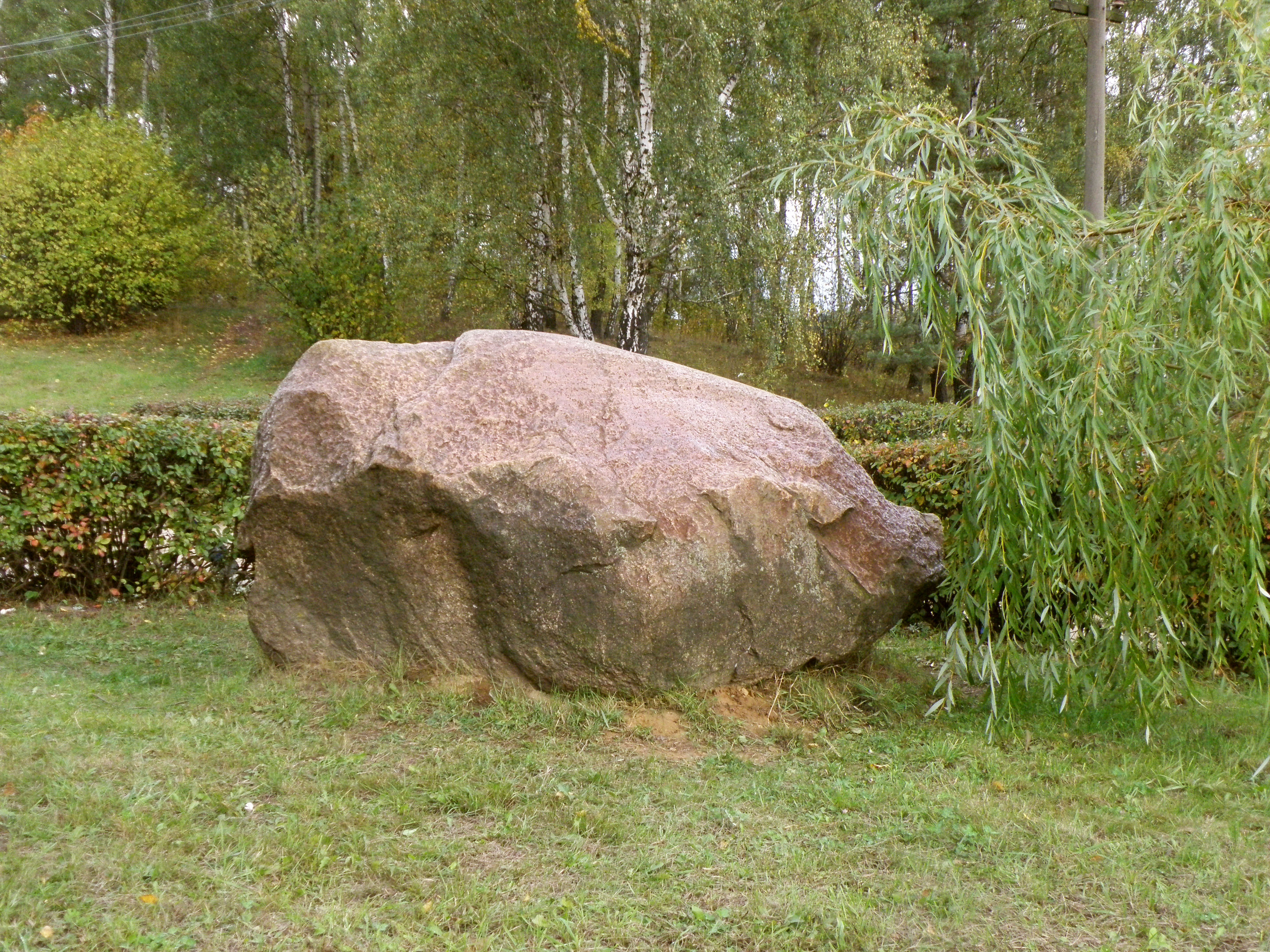
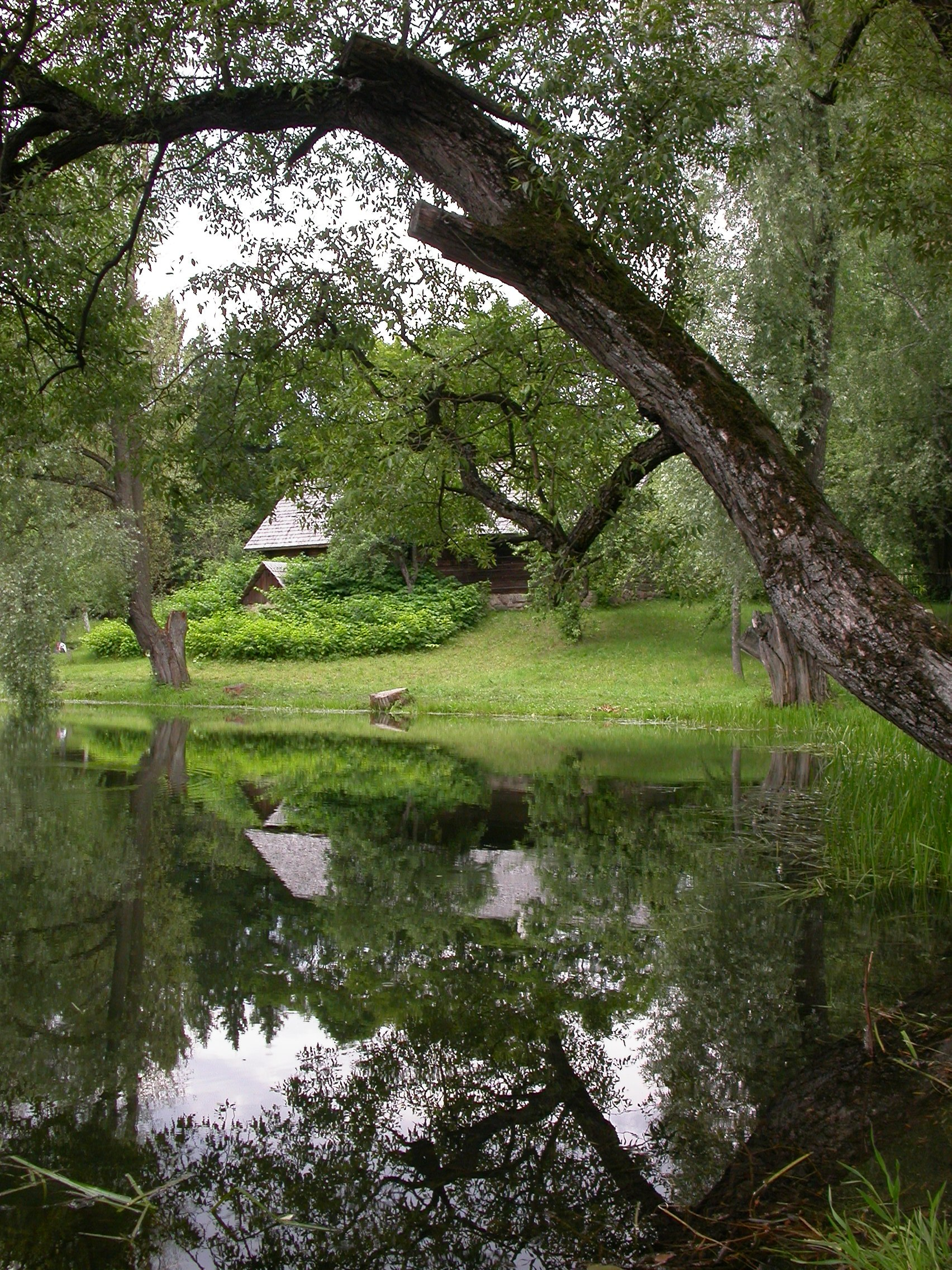

## В искусстве
Пимен Панченко «Вязынка»:
«Толькі Вязынку, хату Купалы
Наш народ захавае навек,
Бо і сёння адгэтуль нямала
Пачынаецца песенных рэк».